# Pseudotorymus mesembryanthemumi
Pseudotorymus mesembryanthemumi is een vliesvleugelig insect uit de familie Torymidae. De wetenschappelijke naam is voor het eerst geldig gepubliceerd in 1904 door Cameron.